# Décès en 863
Décès
- 859
- 860
- 861
- 862
- 863
- 864
- 865
- 866
- 867

Cette page dresse une liste de personnalités mortes au cours de l'année 863 :
- 25 janvier : Charles de Provence, roi de Provence et de Bourgogne Cisjurane[1].
- 4 juin : Charles d'Aquitaine, prétendant au titre de roi d’Aquitaine, puis nommé archevêque de Mayence.
- 3 septembre : Omar al-Aqta, émir semi-indépendant de Mélitène (Malatya).

- Duan Chengshi, écrivain chinois.
- Turpion d'Angoulême, plus ancien comte d'Angoulême connu.
- Karbéas,  chef paulicien, fondateur et dirigeant de  la principauté paulicienne de Téphrikè.
- Raymond Ier de Toulouse, comte de Quercy et du Limousin, de Toulouse, de Rouergue, de Carcassonne et de Razès.
- Vlastimir, prince serbe de Rascie, fondateur de la dynastie des Vlastimirović.

## Crédit d'auteurs
- Cet article est partiellement ou en totalité issu de l'article intitulé « 863 » (voir la liste des auteurs).